# Match d'improvisation
 (novembre 2020).
Si vous disposez d'ouvrages ou d'articles de référence ou si vous connaissez des sites web de qualité traitant du thème abordé ici, merci de compléter l'article en donnant les références utiles à sa vérifiabilité et en les liant à la section « Notes et références ».
 (novembre 2020).

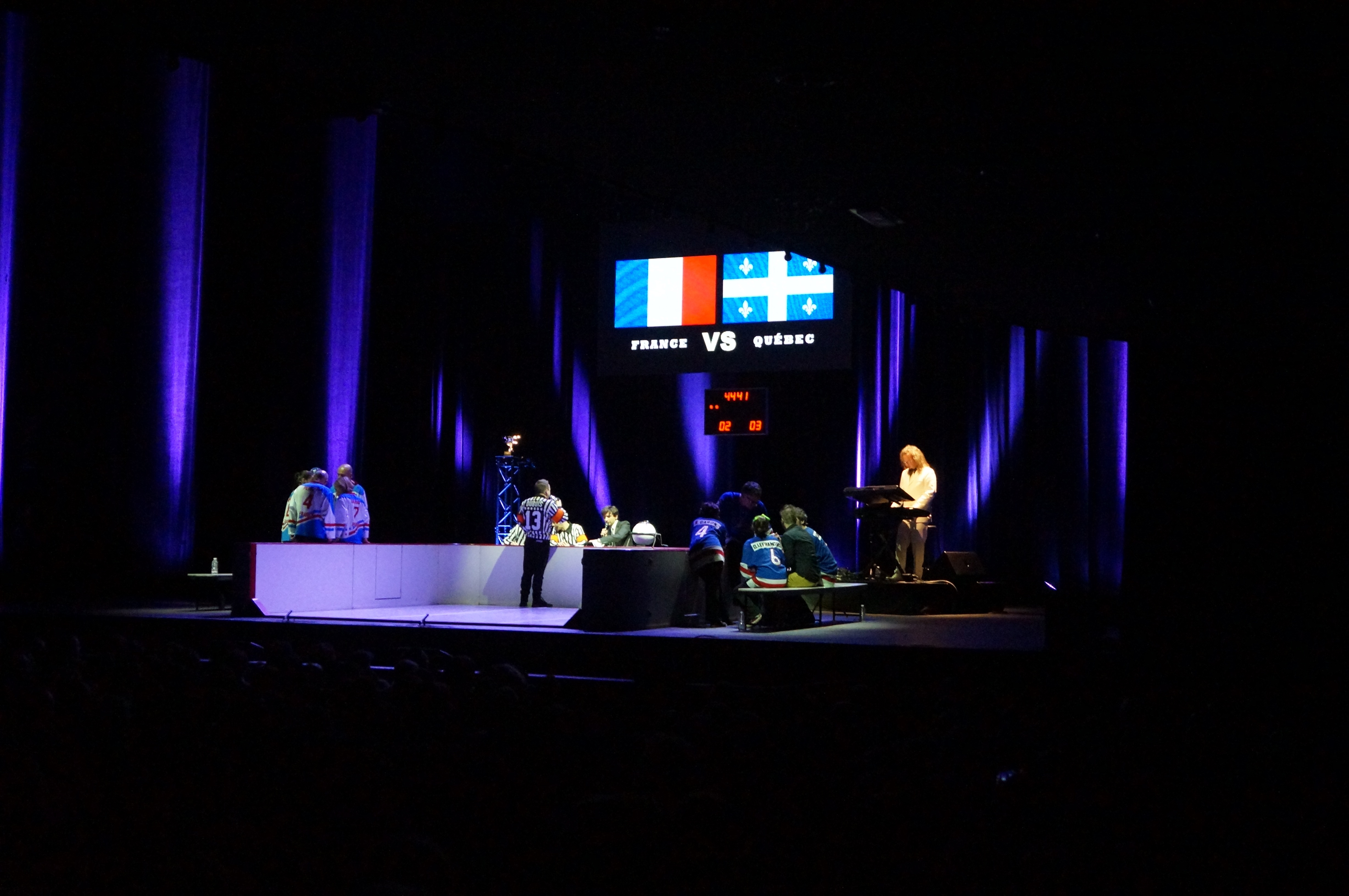
Coupe du monde 'improvisation - 2015 - Paris

Le concept du match d'improvisation théâtrale fut créé à l'automne 1976. Ce jour-là, Robert Gravel, sa compagne, Anne-Marie Laprade, et Yvon Leduc se rendaient chez Pierre Martineau. Robert était en tabarnak et évoquait, auprès de Pierre, les 12 000 spectateurs du match de hockey de la veille. Il comparait ce nombre de spectateurs aux 15 personnes présentes lors de leur dernier spectacle d'improvisation avec le Théâtre Expérimental de Montréal. Ce jour-là, Robert Gravel évoqua la création d'un concept pour le théâtre qui se calquerait sur le décorum des matchs de hockey. Ensemble, ils créèrent le concept des matchs d'improvisation théâtrale.
Le match d'improvisation a été joué pour la première fois le 21 octobre 1977 à Montréal, Québec sous la gouvernance du Théâtre Expérimental de Montréal, par Robert Gravel, Yvon Leduc, Anne-Marie Laprade et Pierre Martineau. Ils souhaitaient expérimenter de nouvelles formes de théâtres et d'approches du public. Afin de casser l'élitisme du théâtre, ils ont eu l’idée d’utiliser la forme du sport, en parodiant le populaire hockey sur glace (décorum et règles).
Dans cette entreprise, Robert Gravel embarque plusieurs comédiens et amis : Anne-Marie Laprade, Yvan Ponton qui créera le rôle de l'arbitre, Pierre Martineau qui deviendra le premier maître de cérémonie, ainsi que des premiers comédiens qui se lancèrent dans l'aventure.
Le concept a été déposé par Gravel (non pas Robert, mais par son frère) et Yvon Leduc sous le nom de « match d'improvisation », et des championnats du monde d'improvisation furent même introduits.
À l'origine, cet aspect compétitif a été décrié par les comédiens : d'une part, il attaquait la création classique ; d'autre part, il révélait la compétition qui existe réellement dans le monde du théâtre. Mais selon ses créateurs, cette notion de conflit, bien que source de danger pour les improvisateurs, intéresse le public et bouscule l'improvisation, poussant à la créativité et à la spontanéité.
Ce concept s'est développé avec beaucoup de succès d'abord au Québec, puis dans le monde francophone essentiellement. Il existe toutefois des ligues d'improvisation partout dans le monde dans différentes langues, que ce soit en anglais aux États-Unis ou en espagnol en Argentine et en Espagne.

## Concept

### Déroulement
Deux équipes composées chacune de 7 personnes (3 joueurs, 3 joueuses et un coach) s'affrontent dans une mini patinoire de hockey (environ 5 m sur 6 m) en bois, dans une tenue réglementaire (à savoir pantalon de sport noir ou jogging noir, T-shirt, baskets et maillot ou dossard numéroté). Le match est présenté et animé par un maître de cérémonie dit MC (prononcé èmecé à la française en hommage au caractère francophone québécois). Un musicien - à la base réplique fidèle des organistes des arénas d'Amérique - joue pour chauffer la salle, remplir les temps morts ou ponctuer les moments forts et quelquefois intervenir dans certaines improvisations. Un arbitre et deux arbitres assistants se chargent de faire respecter les règles et de comptabiliser les scores. Ils portent des tenues d'arbitres de hockey.
L’arbitre tire au hasard les thèmes (inconnus des joueurs) dans un barillet et indique la forme que l’improvisation (l'impro) prendra en faisant varier plusieurs éléments :
- la nature (mixte ou comparée) : une improvisation mixte permet aux deux équipes de jouer ensemble alors qu’une improvisation comparée voit les deux équipes se succéder sur la patinoire.
- le titre, ou thème : il s’agit le plus généralement d’un mot ou d’une courte phrase choisi par l’arbitre lui-même mais, idéalement, choisi par un comité formé des personnes ne jouant pas, c'est-à-dire le M.C., les assistants arbitres et l'arbitre.
- le nombre de joueurs : il peut être libre ou bien imposé par le carton.
- la catégorie : elle peut être libre ou encore dictée par le carton parmi un large éventail de possibilités (à la manière de Molière, de Michel Audiard, chantée, en rimes, sans paroles, silencieuse, avec accessoire, etc.)
- la durée : elle varie généralement de 30 secondes à 8 minutes, mais peut aller jusqu'à 20 minutes.

À la fin de la lecture du carton, les joueurs de chacune des équipes ont 20 secondes pour se concerter (ce qu'on appelle le caucus). En comparée, un assistant arbitre vérifie que l'équipe qui joue en seconde position ne communique pas sur le banc (afin de ne pas créer une inégalité des chances entre les deux équipes). Pour cela il dispose d'un foulard qu'il jette dans l'aire de jeu pour signaler la faute.
À la fin de chaque improvisation, le public, à l'aide d'un carton réversible, aux couleurs des équipes, vote pour la meilleure prestation. Un point est accordé à l'équipe obtenant la majorité des votes du public et remporte l’improvisation.
Le match se déroule en trois périodes (tiers-temps) de 30 minutes chacune et l’équipe qui a le plus de points à la fin du match est déclarée gagnante.
À tout moment, le public peut manifester son mécontentement ou son ennui en jetant une pantoufle (aussi appelé savate) sur la patinoire (avatars des caoutchoucs québécois).
L'arbitre est là pour faire respecter un certain nombre de règles bien établies. Il peut siffler des fautes à l'aide d'un gazou. Ainsi, il existe 16 fautes officielles (voir ci-dessous). Chaque équipe totalisant trois fautes donne un point à l'équipe adverse.
Le match d'improvisation se doit de rester un spectacle : s'il s'inspire du sport et de son esprit de compétition, c'est pour les parodier, tel que l'a imaginé son fondateur Robert Gravel. S'il est bien compris, le match d'improvisation « joue à jouer un match ». L'aspect le plus remarquable, et ce qui incontestablement explique le succès du match d'improvisation, est le fait que le public lui-même participe au spectacle et joue son propre rôle. Ainsi que le constat de la somme d'exigences pour les joueurs : écoute, rapidité de réaction, humilité (juger quand il est opportun d'intervenir), mise en danger, imaginaire riche, travail d'équipe… que le public découvre indispensables pour que le spectacle soit bon.

### Rôle du personnel
Le personnel est généralement composé de cinq personnes : trois arbitres, un MC et un musicien. Le rôle de base du staff est d'encadrer le match afin qu'il se déroule au mieux pour les deux équipes et donc pour le spectacle et le public. Pour se faire, chaque membre du personnel a quelques devoirs de base :
Il doit garantir une totale impartialité entre les deux équipes. Il ne doit pas focaliser excessivement l'attention du public afin que les joueurs soient l'élément le plus important du match. Il doit se coordonner avec les autres membres du personnel, ce qui assure un spectacle avec un bon rythme.
Il faut souligner que plus le personnel est sobre, plus le jeu des joueurs peut être mis en avant. C'est ce qui fait la qualité du personnel. Souvent, cette qualité est présente lorsque les différents membres du staff se connaissent ou ont déjà collaboré dans le cadre de l'improvisation théâtrale.
Un autre atout majeur pour le personnel est la communication. En effet, un bon personnel sait communiquer très discrètement et simplement. Il doit y avoir un échange de regards ou de quelques mots, selon un code établi et qui doit être discret.
Un membre du personnel doit (de préférence) avoir un personnage. Il ne doit pas jouer à être son personnage, mais il doit être son personnage. Certes, un arbitre n'est pas aimé du public et des joueurs par définition, mais il n'est pas obligé d'avoir un air absolument abominable, il peut se faire détester d'une autre manière. Un MC ou un musicien peut aussi avoir un personnage, même si on ne le perçoit pas souvent. Ce sont souvent des petites touches comme celle-ci qui donnent une identité au personnel. En France et au Luxembourg, le musicien officiel peut intervenir à discrétion lors des improvisations en plus de son rôle de chauffeur de salle.
Lors d'un match d'improvisation, plus l'arbitre est détesté du public, plus les joueurs et leur jeu seront appréciés du public. Ceci veut dire que si les rapports de pouvoir ont tendance à s'inverser, le match sera ennuyeux car le public n'aura pas cette petite rage intérieure contre l'arbitre, et va donc se lasser d'un match où le rôle des personnages (arbitres, joueurs) n'a plus d'importance. Le rôle de l'arbitre est ici de détourner et de cristalliser sur lui le mécontentement du public quand les joueurs rencontrent des difficultés au cours de leurs improvisations.
L'arbitre peut siffler des fautes, s'il le veut. Les pénalités ne sont pas décernées pour embêter les joueurs mais le but premier d'une pénalité est d’améliorer le jeu. La faute sera sifflée afin de prévenir le joueur qu'il ne gère pas bien l'improvisation et que tel ou tel point est à améliorer (construction, avancement de l'histoire, occupation de l'espace, expression verbale).
Tous ces points confirment bien que le personnel est important pour le bon déroulement et l'encadrement du match. Le staff contribue à poser le cadre de la cérémonie, ce qui met à l'aise les joueurs et leur permet de réaliser un bon match. Il faut rappeler que le match est certes la confrontation de deux équipes mais le spectacle « match d'impro » est tenu par les deux équipes et par le personnel, ensemble.

### Les signes d'arbitrage
Durant le match, l'arbitre peut siffler autant de fautes qu'il veut. Chaque faute possède, pour signe, un geste. L'arbitre, debout, siffle dans son gazou en réalisant ce geste et en désignant à qui appartient la faute. Voici les différentes fautes, leur signe respectif et les raisons pour lesquelles elles sont sifflées.
En complément du tableau ci-dessous vous pouvez retrouver ces signes en image 
| Nom                               | Signe                                                                 | Raisons |
| --------------------------------- | --------------------------------------------------------------------- | --- |
| Accessoire illégal                | Tir du bas du maillot                                                 | Un joueur utilise un objet qu'il n'a pas le droit d'utiliser dans une improvisation.                                                                     |
| Cabotinage                        | La main ouverte devant le nez                                         | Un joueur cherche trop à se mettre en avant et à se faire remarquer sans amener quelque chose à l'improvisation.                                         |
| Cliché                            | La main tape le pied levé en arrière                                  | Un joueur mentionne une marque ou utilise un cliché dans une improvisation.                                                                              |
| Confusion                         | Les mains en rotation                                                 | Un joueur ne respecte pas un espace ou un personnage déjà défini.                                                                                        |
| Décrochage                        | Poing fermé tire de haut en bas                                       | Un joueur perd son personnage et le fait paraitre. |
| Hors catégorie ou Sortie de thème | "dessin" d'un rectangle avec les deux index                           | La catégorie de l'improvisation imposée par l'arbitre n'est pas respectée. Ce dernier ne peut pas siffler cette faute lorsque la catégorie est libre.    |
| Manque d'écoute                   | La main attrape manche du poing fermé                                 | Un joueur n'écoute pas l'aide d'un autre joueur ou oublie ce qu'il a amené.                                                                              |
| Mauvaise conduite                 | Poings tapent les hanches                                             | Un joueur va volontairement à l'encontre de la cérémonie ou du concept du match d'improvisation.                                                         |
| Nombre de joueurs illégal         | Le poing tape la tête                                                 | Le nombre de joueurs imposé dans la patinoire par l'arbitre n'est pas respecté.                                                                          |
| Obstruction                       | Les bras croisés et les poings contre les épaules                     | Un joueur empêche continuellement un autre joueur de poursuivre l'improvisation. Un joueur s'oppose systématiquement à l'arbitre pendant le match.       |
| Procédure illégale                | La main tape la manche de l'autre main, qui a les doigts qui pointent | Un joueur ne respecte pas une règle de la cérémonie. |
| Refus de personnage               | La main ouverte qui descend contre le visage                          | Un joueur change de personnage sans raison au cours d'une improvisation. Un joueur entre dans la patinoire sans jouer jusqu'à la fin de l'improvisation. |
| Retard de jeu                     | L'index qui pointe vers le haut, le poignet qui tourne                | Un joueur tarde à entrer dans la patinoire au début d'une improvisation. Une improvisation stagne et n'avance plus.                                      |
| Rudesse excessive                 | Le poing tape contre l'autre main qui est ouverte                     | Un joueur empêche fortement un autre joueur de réaliser son idée ou refuse franchement ses propositions.                                                 |

Une faute peut être sifflée soit à une équipe, soit aux deux équipes, soit à un joueur. L'arbitre, après avoir fait le geste de la faute, désigne une équipe ou les deux équipes en pointant le côté de leur banc, ou un joueur en le pointant directement.
Chaque équipe qui totalise trois fautes offre un point à l'équipe adverse.
Chaque faute peut être majorée si elle est jugée grave. À ce moment-là, l'arbitre siffle la faute normalement en rajoutant un signe : Il tire les deux poings du haut vers le bas. Une faute majorée compte comme deux fautes sur le tableau de score.
Lorsqu'un joueur, au cours d'un match, obtient deux fautes personnelles, l'arbitre siffle une punition de match (en tapant deux fois les poings contre les hanches) et le joueur est expulsé du match.
Tous les détails du concept du match d'improvisation sont détaillés dans l'ouvrage de Jean-Baptiste Chauvin, Le Match d'improvisation théâtrale

## Introduction et développement dans différents pays

### Introduction et développement en France

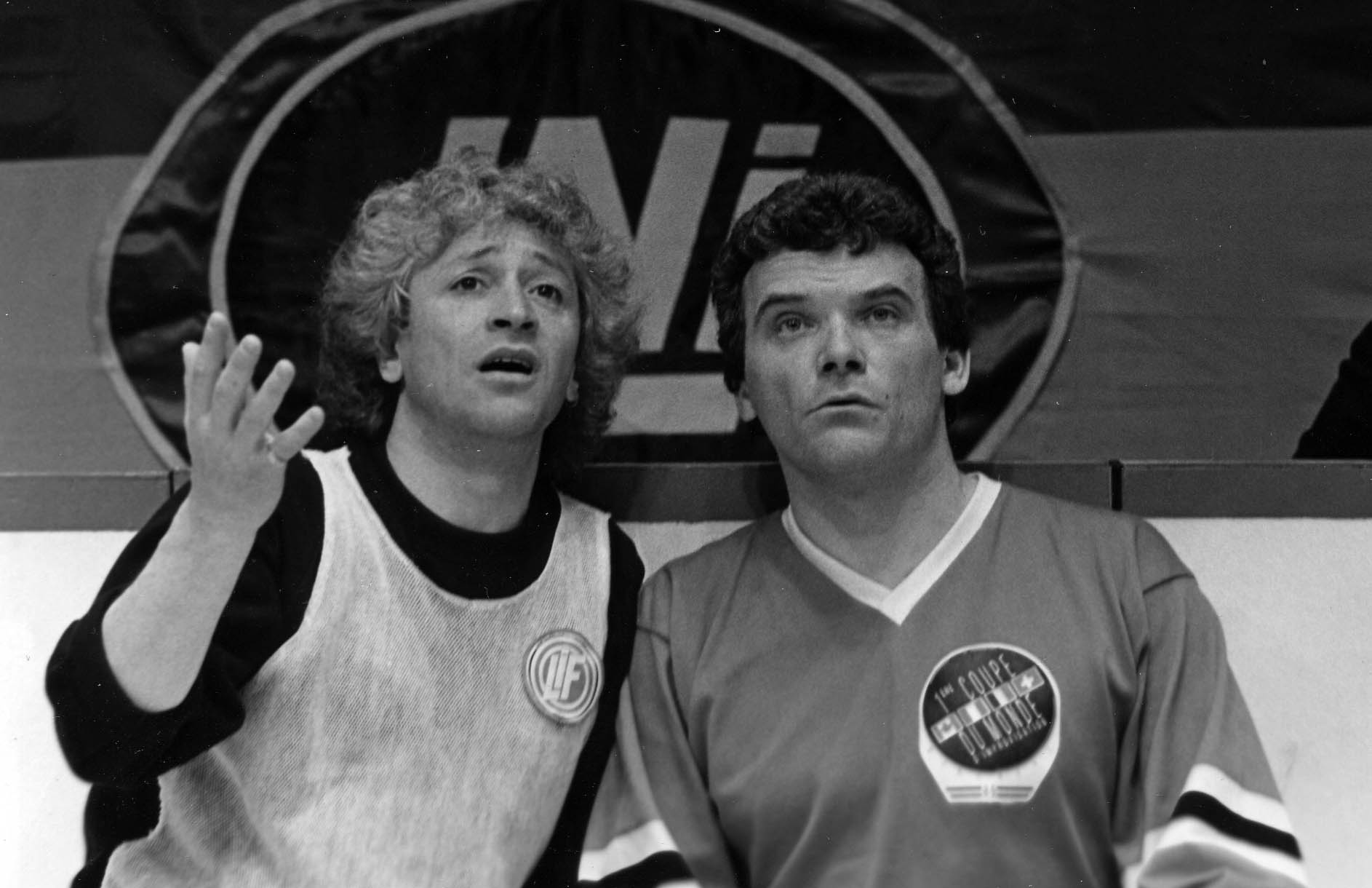
Gérard Surrugue et Christian Sinniger - Ligue d'improvisation Française

La Ligue d'improvisation française a été créée en France par Catherine Monnot, metteur en scène et ancienne professeur à l'Université Paris 8.
En 1981 se crée en France après un match de démonstration à Avignon, puis au théâtre d'Aubervilliers la LIF ligue d'improvisation Française, elle fut la première ligue étrangère. Elle popularisa le concept en jouant à partir de 1984 chaque lundi au Bataclan à Paris. l'AFLI (Association Française des Ligues d'Improvisation), créée en 1989, a rassemblé à une époque certaines ligues juniors, amateurs et professionnelles. Elle avait pour but d'assurer le développement des matchs d'improvisation en veillant au respect des règles et du concept initial. L'AFLI a cessé d'exister et les 7 ligues professionnelles pratiquant le match d'impro ont créé la LIF Pro.
De nombreuses rencontres ont lieu chaque week-end en France opposant les différentes équipes de chaque ligue. Des rencontres internationales, et notamment des Coupes du monde, sont également régulièrement organisées.
Des ligues amateurs se sont constitués également en très grand nombre, représentant une ville, une région, un département, sans qu'une fédération ne voit le jour jusqu'à présent, car les pratiques sont variées.
On assiste depuis quelques années à un certain virage qui sépare l'improvisation en deux courants. Il y a les ligues « puristes » qui respectent à 100 % les règles de la LNI. D'autres jouent sans patinoire, certaines n'apprécient pas le concept d'arbitre sévère et le remplacent par un maître de jeu, les 3 tiers temps sont parfois remplacés par deux mi-temps. Ceci étant dit les ligues arrivent toujours à se rencontrer et à s'entendre sur des règles avant de jouer ensemble.
C'est pour cela qu'il existe deux championnats de France amateur :
- le CANIF qui regroupe certaines ligues ayant apporté des variantes au concept initial
- le Championnat de France CAFCA avec des ligues attachées aux règles de la LNI.

En 1996 ont été créées en France, des rencontres d'improvisation théâtrales, Les IMPROVISADES, qui réunissent exclusivement des équipes d'entreprises, d'Universités et de Grandes Écoles. Le monde du travail s'intéresse de plus en plus aux techniques d'improvisation.
Le match d'improvisation a donné naissance à de nombreux dérivés, dont notamment les spectacles de Café-théâtre d'improvisation qui se développent de plus en plus.
Le match d'improvisation a été l'objet d'une bataille juridique autour de la notion de droit d'auteur. Cette notion est très différente en France et dans les pays anglo-saxon. Peu après sa création, Robert Gravel avait souhaité que soit reconnu ce concept et demandé que chaque ligue l'utilisant verse un dollar symbolique. À sa mort, se sont créées les éditions Gravel/Leduc constituées des héritiers de Robert Gravel et du directeur de la L.N.I. Et ce sont ces éditions qui, à l'heure actuelle, exigent des droits d'auteur qui n'ont plus rien à voir avec la demande symbolique de Robert Gravel. La LIDY, l'une des premières associations d'improvisation théâtrale en France, dont est issue Jamel Debbouze, et qui regroupe des associations des Yvelines et alentour, a été assignée par les éditions Gravel et Leduc qui prétendait déposer un concept du match d'improvisation en France. Après 10 ans de procédure, un accord a été conclu avec la SACD, la LIDY et les auteurs, accord qui prévoit d'accorder 60 % des droits d'auteur... aux comédiens qui font le spectacle, et 40 % aux auteurs[non neutre]. Le match d'improvisation a été entendu au sens large, y compris pour des spectacles ne respectant pas totalement le concept initial. L'avantage de cet accord est de reconnaître le droit des comédiens. Mais son désavantage est qu'il trahit la demande initiale symbolique de Robert Gravel et qu'il empêche les ligues d'amateurs de fonctionner alors que l'histoire ne dit pas si des droits d'auteurs sont versés à la ligue de hockey ![non neutre]

### Introduction et développement en Belgique
La version belge a débuté en 1984 avec la Ligue d'improvisation belge. Après un passage par le Mirano et les Halles de Schaerbeek, elle se produit au théâtre Marni depuis 1999. De grands noms de la scène belge ont foulé la patinoire de la LIB, comme Laurence Bibot, Éric De Staercke ou encore Virginie Hocq.
Il faut également signaler l'existence et le développement de la FBIA (Fédération Belge d'Improvisation Amateur), qui forme chaque année de nombreux jouteurs débutants lors des Apis (ateliers de découverte), puis encadre et organise un certain nombre d'évènements avec les équipes plus confirmées.
Un championnat amateur réunit les meilleures équipes non professionnelles de Belgique, dont sont issus les membres de l’Équipe Belge d'Improvisation.

### Introduction et développement en Argentine
Le Match d'Improvisation est arrivé en Argentine en 1988 grâce au maître français Claude Bazin et aux joueuses légendaires de la LNI de Québec, Silvye Potven et Silvye Gagnon. À ce moment-là, le futur directeur de la LPI (Ligue Professionnelle d'Improvisation), Ricardo Behrens, a participé en tant que joueur au premier match d'improvisation réalisé dans le monde hispanophone, qui est également devenu le premier Match d'Impro en langue espagnole. Lors de ce même match, la LPI a été fondée, devenant ainsi la première ligue hispanophone et la première compagnie d'improvisation théâtrale en Argentine.
En 2012 la Ligue d'Improvisation Professionnelle Wallonie/Bruxelles est fondée. Elle regroupe des comédiens, issus des différentes écoles francophones d’art dramatique en Belgique. La LIP est une plate-forme de rencontre entre les différentes générations de comédiens, les expérimentés et les jeunes sortants, entre les différentes écoles, entre les différentes disciplines artistiques ; mais elle est et doit être aussi un lieu de rencontres internationales qui permet l’accueil de formateurs spécifiques venant aussi bien d’Italie que de France, du Québec ou de Suisse, pays avec lesquels la Ligue d’improvisation professionnelle Wallonie-Bruxelles partage l’envie d’apprendre et de travailler.
La quarantaine de comédiens qui composent cette Ligue d’improvisation professionnelle Wallonie-Bruxelles ont fait rêver plusieurs milliers de spectateurs depuis de nombreuses années dans la patinoire du Marni, et c’est avec de nouvelles envies et sur une base plus précise et professionnelle qu’ils ont décidé de rendre à l’improvisation ses lettres de noblesse, en lui rendant sa fonction première d’outil.[non neutre]
L'improvisation permet aux comédiens d’explorer les différentes facettes qui composent son métier. Elle offre les moyens de parfaire et de compléter les formations de ces membres. La LIP s’inscrit donc dans un mouvement perpétuel et une constante évolution, tant à l’intérieur que vers l’extérieur.

### Introduction ailleurs dans le monde
À Berlin (Allemagne), des ateliers organisés par Marjorie Nadal proposent depuis 2009 des matchs d'improvisation bilingues, placés désormais sous l'égide de la LIBER. L'arbitre décide dans quelle langue (français, allemand ou mixte) sera jouée chaque improvisation.
Au Québec, la Ligue nationale d'improvisation (LNI) a vu le jour en 1977 à Montréal. Il y a aussi de nombreuses ligues d'improvisation partout dans la province.